# Colin și Dennis Creevey
Frații Colin și Dennis Creevey sunt două personaje fictive din seria de cărți Harry Potter. Personajul lui Colin a apărut pentru prima dată în volumul Harry Potter și Camera Secretelor, iar fratele acestuia, Dennis, în volumul Harry Potter și Pocalul de Foc. Ambele personaje fac parte din Casa Cercetașilor și din organizația Armata lui Dumbledore.